# Nic osobistego (film 2009)
Nic osobistego (ang.: Nothing Personal) – holendersko-irlandzki dramat z 2009 roku w reżyserii Urszuli Antoniak.

## Fabuła
Anne podejmuje jedną z ważniejszych decyzji w swoim życiu — porzuca swoje dotychczasowe życie w Holandii i wyjeżdża do Irlandii. Po przybyciu na miejsce wędruje samotnie i podziwia surowy krajobraz. Pewnego dnia znajduje dom na odludziu, w którym mieszka Martin. Spora różnica wieku nie jest przeszkodą. Sytuacja zbiża ich do siebie, wbrew ich woli.

## Obsada
- Lotte Verbeek jako Anne
- Stephen Rea jako Martin